# Semigenetta
Semigenetta è un genere estinto di mammiferi carnivori appartenente alla famiglia Viverridae, vissuto durante il Miocene in Europa e Asia.

## Descrizione
Semigenetta presentava una morfologia simile a quella delle attuali genette (gen. Genetta), sebbene con alcune differenze dentali, come la riduzione del secondo molare inferiore e la perdita del secondo molare superiore. Si ritiene che Semigenetta occupasse una nicchia ecologica simile a quella delle genette moderne, prediligendo ambienti boschivi e un'alimentazione ipercarnivora.
Le caratteristiche diagnostiche del genere includono una mandibola con una fossa masseterica profonda, un processo angolare lungo e stretto e canini con un solco buccale marcato. Il quarto premolare inferiore possedeva cuspidi accessorie anteriori e posteriori ben sviluppate, mentre il primo molare inferiore mostrava una riduzione del talonide, con ipoconide presente e entoconide e ipoconulide assenti o ridotti a una cresta bassa. Il secondo molare superiore era assente.

## Classificazione
I fossili di Semigenetta sono stati trovati in Europa e Asia, con una distribuzione cronologica che va dall'Ageniano superiore (MN2b) al Vallesiano superiore (MN10) in Europa e dal Miocene inferiore (Shanwangiano) al Miocene superiore (Baodeano) in Cina. In Thailandia, il genere è documentato nel Miocene medio (13,4-13,2 Ma, nella zona Q-K del bacino di Mae Moh).
Il genere fu istituito da Helbing nel 1927 sulla base di materiale proveniente da Captieux (Francia), originariamente identificato come Semigenetta repelini. In precedenza, Lartet (1851) aveva descritto la specie Viverra sansaniensis da Sansan, sempre in Francia. Questa specie risultò essere identica a quella descritta da Helbing, pertanto il nome corretto della specie tipo di Semigenetta è Semigenetta sansaniensis.
Il genere Semigenetta comprende diverse specie distribuite tra Europa e Asia:
Specie europee
- Semigenetta sansaniensis (Lartet, 1851) – specie tipo (località tipo: Sansan, Francia)
  - Sinonimi: Semigenetta steinheimensis (Fraas, 1870), Semigenetta mutata (Filhol, 1883), Semigenetta repelini Helbing, 1927
- Semigenetta cadeoti Roman & Viret, 1934 (località tipo: La Romieu, Francia)
- Semigenetta elegans Dehm, 1950 (località tipo: Wintershof-West, Germania)
- Semigenetta laugnacensis de Bonis, 1973 (località tipo: Laugnac, Francia)
- Semigenetta ripolli Petter, 1976 (località tipo: Can Llobateres, Spagna)
- Semigenetta grandis Crusafont Pairó & Golpe Posse, 1981 (località tipo: Castell de Barberá, Spagna)

Specie asiatiche
- Semigenetta huaiheensis Qiu & Gu, 1986 (località tipo: Xiacaowan, Cina)
- Semigenetta qiae Wang et al., 2024 (località tipo: Bacino di Lufeng, Cina)
- Semigenetta thailandica Wang et al., 2024 (località tipo: Bacino di Mae Moh, Thailandia)

## Paleoecologia ed evoluzione
Semigenetta era probabilmente adattato ad ambienti boschivi caldi e umidi, come le moderne genette. La sua bassa diversità morfologica suggerisce che il genere si sia evoluto in ambienti stabili, con rifugi subtropicali durante il Miocene.
Uno studio sulla morfologia di Semigenetta grandis ha indicato che questa specie fosse leggermente più grande di 10 kg, con adattamenti ipercarnivori e probabilmente abitudini locomotorie terrestri.
Dal punto di vista zoogeografico, le specie asiatiche di Semigenetta sembrano derivare da antenati europei attraverso eventi migratori indipendenti. Semigenetta thailandica potrebbe essere l'antenato diretto di Semigenetta qiae, formando un possibile clado del sud-est asiatico. La specie Semigenetta qiae, datata a circa 6,2-6,9 Ma nel Bacino di Lufeng, rappresenta l'ultima testimonianza del genere in Asia.